# Dirka po Sloveniji 2001
Dirka po Sloveniji 2001 je bila osma izvedba Dirke po Sloveniji. To je bila etapna dirka UCI kategorije 2.5, ki je potekala od 8. do 13. maja 2001, v skupni dolžini 1.005,5 km.
Dirka je obsegala sedem etap, z začetkom v Čatežu in tradicionalnim koncem v Novem mestu. Direktor dirke je bil Mirko Fifolt, predsednik organizacijskega odbora Tone Anderlič. Denarski sklad je bil v vrednosti 21,000 švicarskih frankov, zmagovalec je dobil avtomobil Fiat punto.
Zmagal je Faat Zahirov (Amore&Vita), drugi Martin Derganc in tretji Vladimir Miholjević (oba Krka).
Najboljši so bili: Faat Zahirov po točkah (modra), Matej Marin na gorskih ciljih (pikčasta), Filippo Baldo na letečih ciljih (zelena), najboljši mladi kolesar Radoslav Rogina (bela) in ekipno Amore & Vita.

## Ekipe
Dirko je začelo 117 kolesarjev iz 16 ekip, od tega jo je končalo 59 kolesarjev.

### Profesionalni klubi
- KRKA-Telekom Slovenije
- Amore & Vita–Beretta
- De Nardi–Pasta Montegrappa
- Mapei–Quick-Step
- Mróz–Supradyn Witaminy
- Ceresit–CCC–Mat
- KIA-Suisse
- DeFeet-Lemond
- Van Vliet Weba

### Amaterski klubi
- Rog Ljubljana
- Dolenjska (Krka Telekom U23)
- Perutnina Ptuj
- Savaprojekt Krško
- Sava Kranj

### Državne reprezentance
- Avstrija

## Potek
Dirko začelo 17 ekip, od tega 10 profesionalnih. Pred štartom je Krka Telekom za favorite Derganca (zmagal 2000), Miholjevića (drugi 2000), Valterja Bončo (zmagal 1995) in Borisa Premužiča (zmagal 1993), Branka Filipa (zmagal 1997). Prijaljena je bila vodilna ekipa UCI lestvice Mapei-Quick Step, za katero je na nastopil zvezdnik Stefano Zanini (zmagal etape na Giru in Touru, Amstel Gold Race) in uspešni mladi kolesarji (Jevgenij Petrov, Fabian Cancellara). Sava, Perutnina Ptuj in Radenska Rog so ciljale na kategorijo do 23 let.

#### 1. in 2. etapa
Prvi dve etapi namenjeni šprinterjem. 1. etapo je zmagal Stefano Zanini, drugo Boštjan Mervar. Oba sta po etapi oblekla rumeno majico. 
V šprintih pa je nase opozoril šele 19 letni Jure Zrimšek-dosegel 6. in 7. mesto.

#### 3. etapa
V tretji etapi je bil na sporedu gorski kronometer na Roglo s 1100 višinskih metrov na 16,5 km dolgi trasi. 
Najhitrejši je bil Faat Zahirov, drugi Derganc in tretji Miholjević (enak tudi končni vrstni red). 

#### 4. etapa
Četrto etapo je dobil Dean Podgornik po uspelem pobegu manjše skupine.

#### 5. etapa
V 5. etapi je bila Krka uspešna z napadom in Miholjević je prevzel rumeno majico s 53s prednosti. 

#### 6. etapa
Kraljevsko etapo od Sežane do Vršiča je dobil Zakirov, drugi Derganc s 13s zaostanka. Miholjević je zaostal 2m6s. Zakirov je prevzel rumeno majico.
Na koncu so bili uspešni v Krki Telekom z drugim in tretjim mestom, eno etapo in ekipno drugim mestom. Zadovoljni so bili v Savi, saj so kot amaterji zmagali etapo (Podgornik, 4. etapa), Matej Stare pa zasedel 14. mesto, in Perutnini Ptuj z zmagama na letečih ciljih in do 23 let. 
Faat Zakirov je naslednje leto, na dirki po Italiji, ni prestal dopinškega testa in prenehal tekmovati.

## Trasa in etape
| Etapa  | Datum   | Trasa                       | Dolžina    | Disciplina | Disciplina        | Zmagovalec        |
| ------ | ------- | --------------------------- | ---------- | ---------- | ----------------- | ----------------- |
| 1      | 8. maj  | Čatež – Beltinci            | 190 km     |            | ravninska etapa   | Stefano Zanini    |
| 2      | 9. maj  | Radenci – Ptuj              | 120 km     |            | ravninska etapa   | Boštjan Mervar    |
| 3      | 9. maj  | Zreče – Rogla               | 16,5 km    |            | gorski kronometer | Faat Zakirov      |
| 4      | 10. maj | Maribor – Ljubljana         | 168 km     |            | razgibana etapa   | Dean Podgornik    |
| 5      | 11. maj | Ivančna Gorica – Ajdovščina | 175 km     |            | gorska etapa      | Seweryn Kohut     |
| 6      | 12. maj | Sežana – Vršič              | 158 km     |            | gorska etapa      | Faat Zakirov      |
| 7      | 13. maj | Ribnica – Novo mesto        | 178 km     |            | ravninska etapa   | Remigius Lupeikis |
| Skupaj | Skupaj  | 1.005,5 km                  | 1.005,5 km | 1.005,5 km | 1.005,5 km        | 1.005,5 km        |

## Razvrstitev vodilnih
| Etapa          | Zmagovalec        | Skupno              | Po točkah      | Gorski cilji    | Mladi kolesarji | Leteči cilji        | Ekipno         |
| -------------- | ----------------- | ------------------- | -------------- | --------------- | --------------- | ------------------- | -------------- |
| 1              | Stefano Zanini    | Stefano Zanini      | Stefano Zanini | Boštjan Kavčnik | Matej Marin     | Boštjan Kavčnik     | Van Vliet Weba |
| 2              | Boštjan Mervar    | Boštjan Mervar      | ni podatka     | ni podatka      | ni podatka      | ni podatka          | ni podatka     |
| 3              | Faat Zakirov      | Faat Zakirov        | Boštjan Mervar | Boštjan Kavčnik | Radoslav Rogina | Matej Marin         | Amore & Vita   |
| 4              | Dean Podgornik    | Faat Zakirov        | Boštjan Mervar | ni podatka      | ni podatka      | ni podatka          | KRKA Telekom   |
| 5              | Seweryn Kohut     | Vladimir Miholjević | Boštjan Mervar | ni podatka      | ni podatka      | ni podatka          | Amore & Vita   |
| 6              | Faat Zakirov      | Faat Zakirov        | Faat Zakirov   | Matej Marin     | ni podatka      | Vladimir Miholjević | Amore & Vita   |
| 7              | Remigius Lupeikis | Faat Zakirov        | Faat Zakirov   | Matej Marin     | Filippo Baldo   | Radoslav Rogina     | Amore & Vita   |
| Končni nosilci | Končni nosilci    | Faat Zakirov        | Faat Zakirov   | Matej Marin     | Filippo Baldo   | Radoslav Rogina     | Amore & Vita   |

## Končna razvrstitev
| Legenda | Legenda                      | Legenda | Legenda                          |
| ------- | ---------------------------- | ------- | -------------------------------- |
|         | Zmagovalec skupnega seštevka |         | Zmagovalec gorskih ciljev        |
|         | Zmagovalec po točkah         |         | Zmagovalec med mladimi kolesarji |
|         | Zmagovalec letečih ciljev    |         | Zmagovalec med ekipami           |

### Skupno
| Uvr. | Kolesar             | Ekipa              | Čas         |
| ---- | ------------------- | ------------------ | ----------- |
| 1.   | Faat Zakirov        | Amore&Vita-Beretta | 24h 44' 58" |
| 2.   | Martin Derganc      | Krka Telekom       | + 1' 09"    |
| 3.   | Vladimir Miholjević | Krka Telekom       | + 1' 23"    |
| 4.   | Seweryn Kohut       | Amore&Vita-Beretta | + 2' 20"    |
| 5.   | Slawomir Kohut      | Amore&Vita-Beretta | + 3' 54"    |
| 6.   | Luca Belluomini     | CCC Mat            | + 5' 05"    |
| 7.   | Jaroslaw Rebiewski  | CCC Mat            | + 5' 34"    |
| 8.   | Martin Mosers       | Austria            | + 6' 35"    |
| 9.   | Simone Mori         | KIA-Suisse         | + 7' 33"    |
| 10.  | Jürgen Pauritsch    | Austria            | + 8' 26"    |

### Po točkah
| Uvr. | Kolesar             | Ekipa              | Točke |
| ---- | ------------------- | ------------------ | ----- |
| 1.   | Faat Zakirov        | Amore&Vita-Beretta | 55    |
| 2.   | Vladimir Miholjević | Krka Telekom       | 48    |
| 3.   | Seweryn Kohut       | Amore&Vita-Beretta | 48    |
| 4.   | Boštjan Mervar      | Krka Telekom       | 45    |
| 5.   | Martin Derganc      | Krka Telekom       | 43    |

### Gorski cilji
| Uvr. | Kolesar         | Ekipa            | Točke |
| ---- | --------------- | ---------------- | ----- |
| 1.   | Matej Marin     | Perutnina Ptuj   | 23    |
| 2.   | Filippo Baldo   | KIA-Suisse       | 21    |
| 3.   | Branko Filip    | Krka Telekom     | 6     |
| 4.   | Bernhard Eisel  | Mapei-Quick Step | 6     |
| 5.   | Radoslav Rogina | Perutnina Ptuj   | 5     |

### Mladi kolesarji
| Uvr. | Kolesar           | Ekipa          | Čas         |
| ---- | ----------------- | -------------- | ----------- |
| 1.   | Radoslav Rogina   | Perutnina Ptuj | 24h 54' 13" |
| 2.   | Hrvoje Miholjević | Sava Kranj     | + 1' 37"    |
| 3.   | Darko Mrvar       | Dolenjska      | + 1' 57"    |
| 4.   | Massimo Demarin   | Perutnina Ptuj | + 5' 21"    |
| 5.   | Marko Žepič       | Sava Kranj     | + 7' 39"    |

### Intermediate sprints classification
| Rank | Rider               | Team               | Points |
| ---- | ------------------- | ------------------ | ------ |
| 1    | Filippo Baldo       | KIA-Suisse         | 15     |
| 2    | Vladimir Miholjević | Krka Telekom       | 13     |
| 3    | Seweryn Kohut       | Amore&Vita-Beretta | 13     |
| 4    | Faat Zakirov        | Amore&Vita-Beretta | 10     |
| 5    | Martin Derganc      | Krka Telekom       | 6      |

### Ekipno
| Uvr. | Ekipa              | Čas          |
| ---- | ------------------ | ------------ |
| 1.   | Amore&Vita-Beretta | 62h 08' 34"  |
| 2.   | Krka Telekom       | + 5′ 04″     |
| 3.   | Mapei-Quick Step   | + 22′ 47″    |
| 4.   | Perutnina Ptuj     | + 26′ 38″    |
| 5.   | CCC Mat            | + 27′ 56″    |
| ...  | ...                | ...          |
| 7.   | Radenska Rog Mix   | + 31′ 49″    |
| 8.   | Sava Kranj         | + 32′ 02″    |
| 11.  | Dolenjska          | + 1h 43′ 29″ |